# بيير فانتزل
بيير فانتزل (بالفرنسية: Pierre-Laurent Wantzel)‏ هو عالم رياضيات فرنسي ولد في باريس يوم 5 يونيو 1814 وتوفي بها في 21 ماي 1848. برهن فانزل على استحالة حلحلة العديد من المعضلات الهندسية القديمة باستعمال المسطرة والفرجار فقط. في عام 1837، برهن على استحالة مضاعفة المكعب وعلى استحالة تثليث الزاوية باستعمال المسطرة والفرجار فقط. في نفس البحث، بين أيضا طبيعة المضلعات القابلة للإنشاء مبرهنا على:
يكون مضلع منتظم ما، قابلا للإنشاء إذا وفقط إذا كان عدد أضلاعه مساويا لجداء قوة لاثنين من جهة، وعدد معين من أعداد فيرما، مخلفا منهم الواحد عن الآخر، من جهة أخرى. (بتعبير آخر، برهن فانتزل على أن الشرط الذي جاء به كارل فريدريش غاوس لم يكن كافيا فحسب، وإنما كان ضروريا أيضا).

## نشأته
كان والد بيير فانتزل أستاذا للرياضيات التطبيقية في المدرسة التجارية. دخل بيير مرسة الفنون والمهن عن سن صغير جدا (12 عاما) سنة 1826.

## أبحاثه
تعتبر أشهر مبرهنة عمل عليها فانتزل هي مبرهنة كًاوس-فانتزل سنة 1937. أكمل فانتزل في هاته المبرهنة أعمال العالم الألماني كًاوس حول المضلعات الممكن رسمها فقط بالمسطرة والبركار. قدم فانتزل في مبرهنته الشروط لعدم إمكانية رسم مضلع باستعمال المسطرة والبركار فقط، وسميت بمبرهنة فانتزل.